# Karl Kaspar von der Leyen

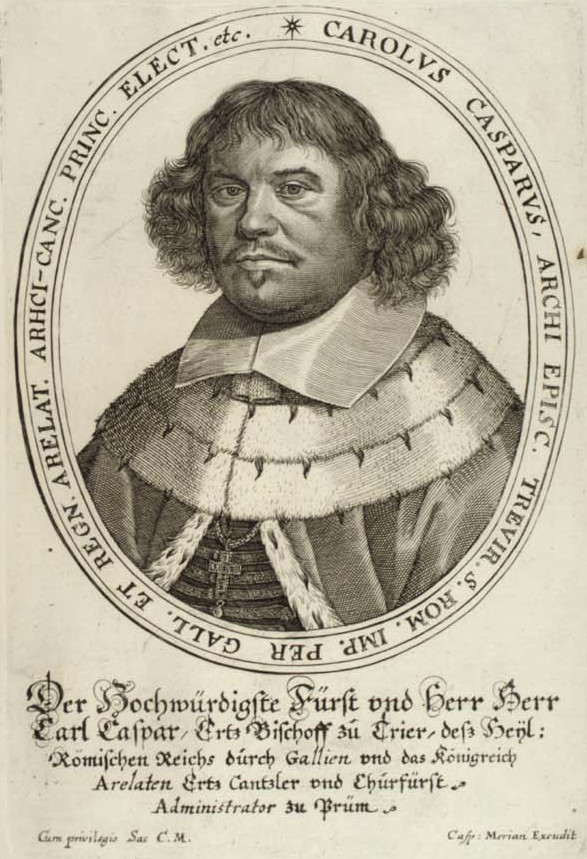
Karl Kaspar von der Leyen, Darstellung aus einem Krönungsdiarium aus dem Jahre 1658

Reichsfreiherr Karl Kaspar von der Leyen (* 18. Dezember 1618; † 1. Juni 1676 auf der Festung Ehrenbreitstein) war ein deutscher Geistlicher und von 1652 bis 1676 Erzbischof und Kurfürst von Trier.

## Leben
Karl Kaspar stammte aus dem alten rheinischen Adelsgeschlecht von der Leyen mit Stammsitz auf der Oberburg in Gondorf an der unteren Mosel; sein Vater Damian von der Leyen (1583–1639) war kurtrierischer Amtmann. Ab 1641 gehörte Karl Kaspar dem Trierer Domkapitel an, mit dem er 1645 nach Köln floh, als der zuvor aus zehnjähriger kaiserlicher Gefangenschaft entlassene Trierer Erzbischof Philipp Christoph von Sötern seine Regentschaft in Kurtrier mit französischer Hilfe wiedererrichtete. 
1649 ernannte Philipp Christoph unter Missachtung des wahlberechtigten Domkapitels Philipp Ludwig von Reiffenberg zum Trierer Koadjutor, woraufhin ein Heer des Domkapitels mit Karl Kaspar an der Spitze von Köln aus nach Trier zog und den 82-jährigen Erzbischof dort festsetzte, der daraufhin einer Koadjutorwahl durch das Domkapitel zustimmte, bei der am 11. Juni 1650 Karl Kaspar zum Koadjutor gewählt wurde. Philipp Christoph lehnte den Gewählten zwar ab, doch konnte der vom Kaiser unterstützte Karl Kaspar eine Bestätigung seiner Wahl durch Papst Innozenz X. erreichen und am 12. März 1652 nach dem Tod Philipp Christophs dessen Nachfolge antreten; am 15. September 1652 erfolgte die Bischofsweihe durch den Trierer Weihbischof Otto von Senheim im Beisein des Abtes der Abtei St. Martin und des Abtes der Benediktinerabtei St. Matthias Martin Feiden.
Die Folgen des erst kurz zuvor beendeten Dreißigjährigen Kriegs stellten den neuen Erzbischof vor große Aufgaben, da beispielsweise die Einwohnerzahl des Erzstiftes um etwa 300.000 Menschen zurückgegangen war. So war seine Politik darauf ausgerichtet, die zerstörten Wohngebäude wiederherzustellen, die Rechtspflege und die Landwirtschaft zu fördern und daneben auch die Anlagen der Festungen Koblenz und Ehrenbreitstein auszubauen; dorthin verlegte er auch seinen Amtssitz.  
In Trier gelang es ihm, die Ansprüche der mächtigen Reichsabtei St. Maximin auf ihre Reichsunmittelbarkeit zurückzudrängen und das Kloster 1669 zur endgültigen Anerkennung der kurtrierischen Landeshoheit zu bewegen. Ferner gründete er in Trier ein Knaben-Waisenhaus, stiftete Stipendien für die Ausbildung adliger Söhne zu Geistlichen und erließ im Jahre 1668 ein einheitliches Kurtrierisches Landrecht, das hauptsächlich eine Reform des Steuersystems und die Sicherung des heimischen Handwerks zum Ziel hatte.
Erzbischof Karl Kaspar von der Leyen beendete die Hexenverfolgung innerhalb des Erzbistums Trier durch geheime Anordnung.
Auf reichspolitischer Ebene stand Karl Kaspar zunächst auf Seiten der habsburgischen Kaiser und verweigerte sich 1658 zugunsten Leopolds I. zunächst einem Beitritt zum Rheinischen Bund, dem er sich dann 1662 auf Drängen Ludwigs XIV. von Frankreich und gegen die Garantie seiner Metropolitanrechte in den Bistümern Metz, Toul und Verdun doch anschloss. Nach Auflösung des Rheinbundes im Zuge des Devolutionskrieges ging Karl Kaspar aber wiederum vertragliche Bindungen mit der kaiserlichen Seite ein, um sein Territorium nach Möglichkeit vor der fortschreitenden französischen Expansion zu bewahren, und trat 1672 der Allianz gegen Frankreich bei, ohne die folgende Besetzung weiter Teile Kurtriers durch französische Truppen verhindern zu können. Erst der Sieg der Reichstruppen in der Schlacht an der Konzer Brücke 1675 befreite Trier von der Besatzung.
Nach Kräften förderte Karl Kaspar Mitglieder seiner Familie: 1654 ernannte er seinen jüngeren Bruder Damian Hartard von der Leyen, den späteren Erzbischof von Mainz, zum Propst und Archidiakon von Karden innerhalb des Erzbistums Trier. 1660 belehnte er seinen Bruder Hugo Ernst von der Leyen († 1665) mit der kurtrierischen Herrschaft Blieskastel, 1670 dann dessen Sohn Karl Kaspar von der Leyen (1655–1739) mit der kurtrierischen Herrschaft Arenfels, zu der u. a. Hönningen gehörte.
Bereits im Jahre 1672 bestimmte er aufgrund seiner angeschlagenen Gesundheit seinen Neffen Johann Hugo von Orsbeck zum Nachfolger. Karl Kaspar starb am 1. Juni 1676 in der Festung Ehrenbreitstein.